# Конфликт вокруг The Tonight Show (2010 год)

NBC являлось лидером в сегменте ночных ток-шоу на протяжении многих лет.

Конфликт вокруг Tonight Show 2010 года — конфликт в сфере медиа и пиара, в котором участвовали американская телевизионная сеть NBC и ведущие её ночных ток-шоу Конан О’Брайен и Джей Лено. В течение большей части десятилетия вёдшие с 1992 и 1993 г. The Tonight Show и Late Night Лено и О’Брайен имели высокие рейтинги и были лидерами в своём сегменте. Когда в 2001 г. контракт О’Брайена приближался к концу и к нему начали проявлять интерес другие телесети, NBC продлила договор с ним и пообещала сделать его пятым по счёту ведущим The Tonight Show. Телесеть не сообщала об этом Лено вплоть до продления его контракта в 2004 г., когда ему сообщили: он будет оставаться ведущим The Tonight Show ещё пять лет, после чего ведущим шоу станет О’Брайен. Конкурирующие телесети начали проявлять интерес к Лено по мере окончания его контракта, но NBC, возжелавшая удержать у себя сразу двух звёзд ночного эфира, предложила Лено вести собственное шоу в вечернем прайм-тайме до выхода местных новостей и Tonight Show.
The Tonight Show with Conan O'Brien и The Jay Leno Show не удалось привлечь зрителей, и филиалы NBC забеспокоились из-за падения рейтингов. CEO NBCUniversal Джефф Цукер вместе с председателем совета директоров Джеффом Гаспином и исполнительным директором Риком Лудвином нашли выход: вернуть Лено на 23:35 по EST и перекинуть О’Брайена на полчаса вперёд — на 0:05. О’Брайен и его команда были разочарованы и возмущены; ситуация накалилась, когда стало ясно, что он не согласится на предложенные перемены. Хотя происходящее и не являлось нарушением договора с ведущим, это привело к общественным протестам и публичным демонстрациям в основном в поддержку О’Брайена.
Публичное заявление О’Брайена о том, что он «не будет участвовать в разрушении The Tonight Show» привело к переговорам с NBC об урегулировании ситуации. О’Брайен со своей командой получили 45 млн долл. за уход с телесети, финальный выпуск Tonight Show с его участием прошёл 22 января 2010 г.; с марта Лено вернулся в качестве ведущего программы, в то время как после окончания семимесячного запрета на появление на телевидении О’Брайен перешёл на TBS в качестве ведущего ночного ток-шоу Конан. Конфликт вокруг запланированного ухода и возвращения Джея Лено описывался американскими медиа как «неловкость» и «пиар катастрофа» для телесети.

## Предыстория

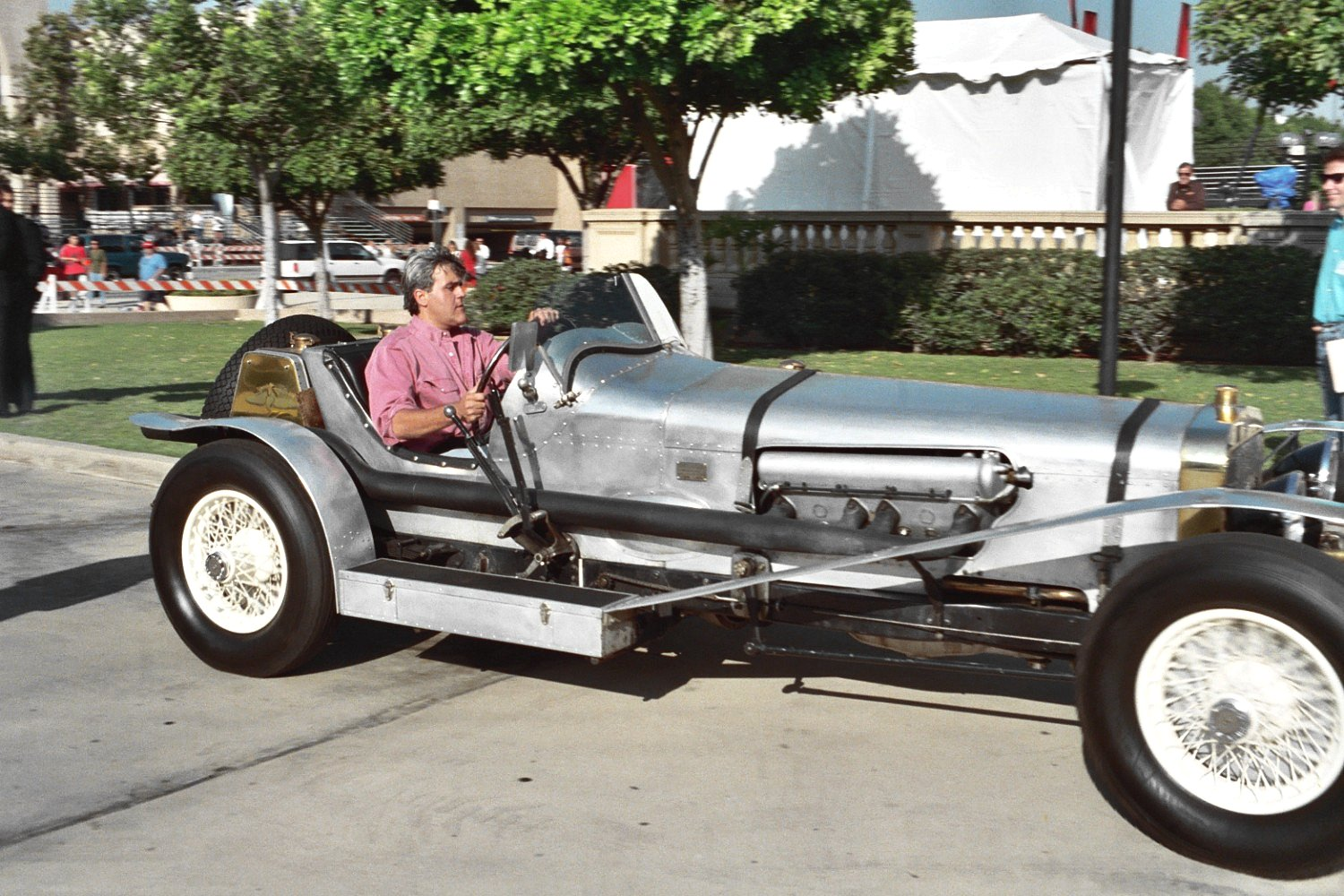
Джей Лено приезжает на 45-ю церемонию прайм-таймовой премии «Эмми» на своём Hispano-Suiza 8.

22 мая 1992 г. бывший почти 30 лет ведущим программы «The Tonight Show» 66-летний Джонни Карсон сообщил о своём уходе. Телесеть NBC наняла Джея Лено, являвшегося постоянным гостевым ведущим программы и ставшего её четвёртым по счёту ведущим. Карсон чётко придерживался позиции, что его преемником должен был стать Дэвид Леттерман, чья программа Late Night десять лет выходила в эфире NBC сразу после The Tonight Show. Телеканал пытался помирить обеих звёзд, но Леттерман ушёл с большим скандалом, создав в 1993 г. собственное шоу на CBS. Late Show with David Letterman, «первая действительно существенная конкурентная франшиза по отношению к Tonight», два года побеждала Лено по телерейтингам Нильсен, «впервые доказав, что ночное телевидение — и прибыль, которая пришла с ним— может существовать за пределами The Tonight Show».
Старт Tonight Show с новым ведущим был неустойчивым; несмотря на уход Леттермана, NBC изучало предложение CBS позволить ему заменить Лено. Леттерман побеждал Лено вплоть до 1995 г., когда тот пригласил на эфир заранее забронированного программой британского актёра Хью Гранта, недавно арестованного за съём проститутки (Вопрос ведущего «О чём, чёрт возьми, ты думал?» вызвал аплодисменты в студии). С этого момента уже Лено стал лидировать по рейтингам, а The Tonight Show with Jay Leno оставалось номером один на протяжении работы Джея Лено ведущим этой программы в течение следующих 14 лет.
NBC решила продолжить франшизу Late Night, и, по предложению продюсера Saturday Night Live Лорн Майклз, наняла относительно неизвестного автора SNL и Симпсонов Конана О’Брайена с целью занять высвобождавшийся с конца 1993 г. эфирный слот. В первые годы жизни Late Night with Conan O'Brien находилась на грани риска; в 1994 г. NBC угрожала перейти на систему понедельного контракта. Руководство канала стремилось заменить О’Брайена на ведущего выходившей сразу после программы Later Грега Киннира, но тот позже ушёл с телевидения для продолжения актёрской карьеры. Пустые места в студии занимали стажёры, в то время как филиалы начали требовать поменять ведущего. Положение медленно улучшалось во многом благодаря выступлениям ведущего, и к 1996 г. начался рост аудитории программы, основу которой составляли желанные для рекламодателей молодые мужчины. Благодаря этому последующие 15 лет программа О’Брайена начала одолевать конкурентов по рейтингам.
Известным эпизодом в карьере О’Брайена на телешоу стал эфир 1994 г., когда Летерман согласился снова посетить Late уже в качестве гостя и похвалил своего коллегу. Конан посчитал это поворотным моментом, о чём не забыл упомянуть во вступительном монологе своей собственной программы на TBS, вышедшей в ночь закрытия программы Леттермана. О’Брайен, в частности, попросил своих зрителей выключить его программу и посмотреть последующий монолог Леттермана, тем самым отдав дань уважения своему уже бывшему конкуренту.

### Продление контрактов (2001—2004)
На рубеже миллениума линейка ночных программ NBC (Лено в 11:35 по EST, О’Брайен в 0:35 и Saturday Night Live по выходным) оставались лидерами рейтингов. К 2001 г. контракту О’Брайена с NBC оставалось меньше года, и в предыдущие годы телесеть неохотно платила ему в должном объёме, как и другим ночным ведущим. В том же году конкуренты из Fox организовали «широкую комплексную кампанию» по переманиванию Конона к себе, считая его стиль («молодой, модный, несколько подрывной») подходящим для имиджа своего телеканала. Председатель и CEO News Corporation Питер Черрин лично занимался О’Брайеном, несколько раз приглашая его и исполнительного продюсера Джеффа Росса на ужин. План Fox заключался в превращении Конана в ключевую звезду телесети: благодаря более раннему выходу новостей на филиалах Fox его программа должна была выходить за полчаса до Лено и Леттермана, и он получит дополнительную рекламу в эфирах animated division и воскресных играх NFL. Черрин предлагал телеведущему рост зарплаты с 3 до 21 млн долл. Друживший с президентом и CEO NBC Джеффом Цукером Росс проинформировал его, что Fox проявляет настойчивый интерес к О’Брайену; итоговое предложение NBC более соответствовало реальности: 8 млн долл. за год и контракт до 2005 г.

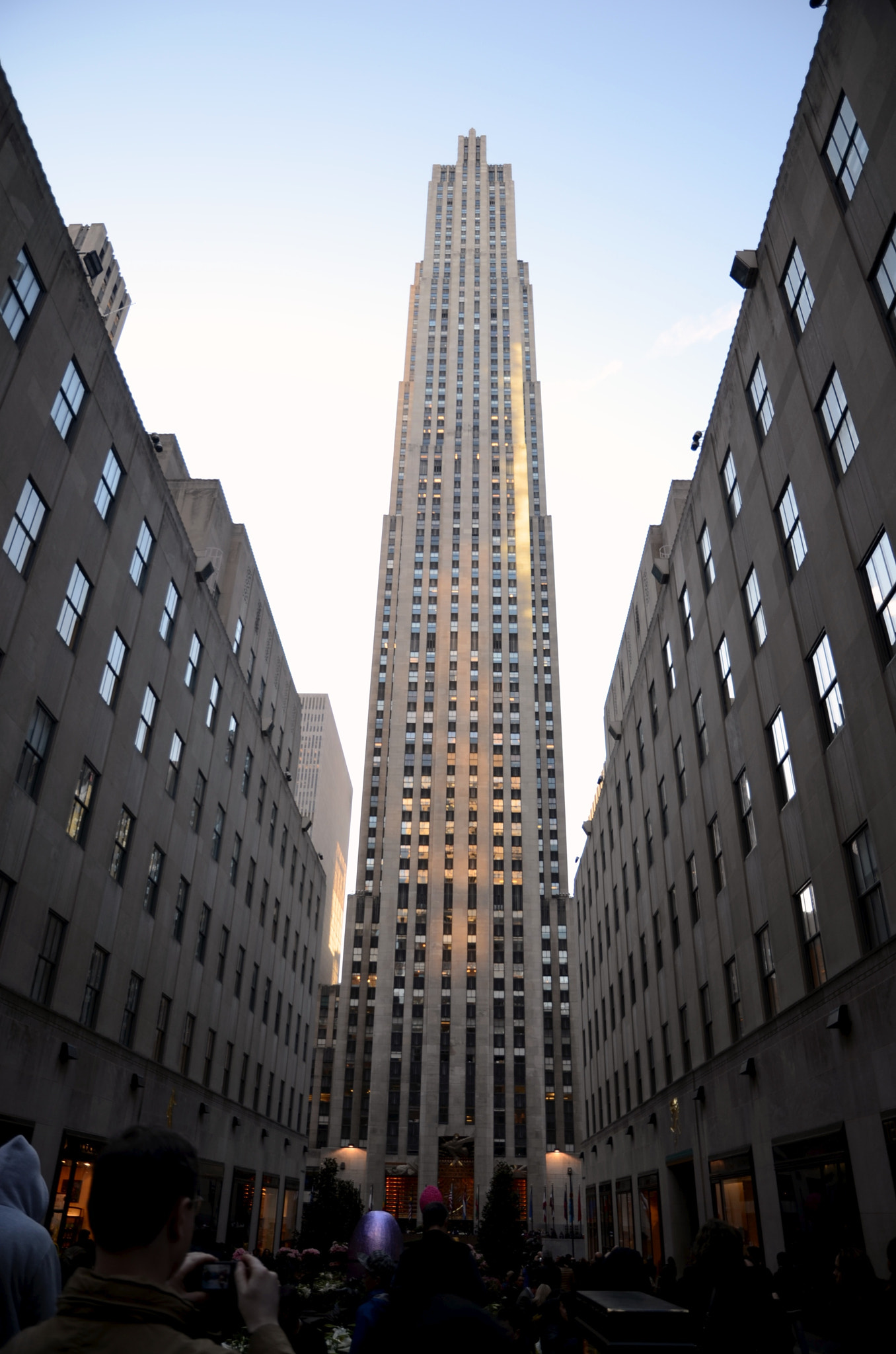
Рокфеллер-плаза, 30, где проходят съёмки многих программ NBC, включая и The Tonight Show.

В то время как многие профессиональные советники и менеджеры О’Брайена поддерживали сделку с Fox, сам он мечтал стать ведущим The Tonight Show после соответствующего и добровольного решения Лено (Конан, как и многие комедианты, с восхищением относился к преемнику Джонни Карсона). Чернин предупреждал телеведущего, что ожидание ухода Лено может стать «только приглашением к долгосрочному разочарованию и потенциальным путём к подрыву многообещающей карьеры». Тем не менее О’Брайен в марте 2002 г. подписал новый договор с NBC; действовавший до 2005 г. документ содержал «явную оговорку Принца Уэльского», которая закрепляла официальную линию преемственности: если с Лено что-то случится, в дело вступает О’Брайен. Успешная работа О’Брайена в качестве ведущего Primetime Emmy Award 2002 года «разослала наиболее громкое сообщение о его растущей силе в качестве исполнителя», и через год NBC организовало в прайм-тайме специальный эфир в честь десятилетия его работы на телеканале. К моменту продления контракта с Лено в руководстве телесети возникла дискуссия по поводу будущего The Tonight Show. Столкнувшись с перспективой удержать на NBC сразу обоих телеведущих, Цукер в итоге выбрал Лено: «Да, мы продлим твой контракт. Но он будет твоим последним. Время передать ключи». Предполагалось дать Лено ещё четыре года проработать на телеканале, после чего он передаст место ведущего «The Tonight Show» О’Брайену.
В феврале 2004 г. исполнительный директор NBC Марк Грабофф сообщил Россу об этих переговорах, который сразу предложил Конану идею подождать ещё четыре года, которую он немедленно поддержал. В марте Цукер вместе с руководителем ночных ток-шоу Риком Лудвином встретился с Лено в его студии в калифорнийском Бербанке для обсуждения условий продления контракта и прояснения позиции телесети касательно передачи шоу О’Брайену. Хотя Лено внутри себя был разочарован и растерян, он отметил, что не хочет видеть себя и Конана сталкивающимися с такой же дилеммой, с которой он и Леттерман столкнулись двенадцать лет назад, после чего одобрил предложенный план. Его единственная просьба заключалась только в том, чтобы NBC подождали с объявлением о назначении О’Брайена в качестве ведущего до продления контракта, с чем топ-менеджеры согласились. В то время как Лено, к облегчению Цукера, умел профессионально обращаться с новыми новостями, вскоре после этого телеведущий направился в офис продюсера «Tonight Show» Дебби Викерс чтобы сообщить ей, что чувствует себя только что уволенным. Объявление NBC о продлении контракта неизбежно привело к спекуляциям в прессе насчёт дальнейшей судьбы О 'Брайена; с этой целью он и члены его команды занялись шарадой, пронизанной интервью с неясными и расплывчатыми заявлениями о своём будущем. 27 сентября 2004 г. Конан официально согласился стать следующим ведущим «The Tonight Show»; помимо пресс-релиза телесеть разрешила О’Брайену прийти в эфир к Джею Лено. "'Потому что это, понимаешь, это шоу — как династия " заявил в эфире Лено. «Ты держишь это, а затем передаёшь её следующему человеку. И я не хочу видеть всю эту борьбу и все эти 'Кто лучше?' и гадости в прессе. Итак, вот оно, Конан, оно твоё! Увидимся через пять лет, приятель!»

### Утрата Лено (2005—2008)
На самом деле Лено боролся со скептицизмом; в личных беседах он сравнивал происходящее с личными отношениями, отмечая, что будучи верным — в итоге оказался «с разбитым сердцем». С его точки зрения сама ситуация была бессмысленной, так как он лидировал в рейтингах и постоянно приносил деньги. Он начал часто горько жаловаться продюсеру Викерс, объясняя, что ему «надоело лгать» интересующимся об его уходе людям. В конце концов он начал обдумывать свои опции после «Tonight», сообщив своей команде, что после смены ведущего в программе они смогут перейти в ABC и работать в студии Disney недалеко от нынешней студии в Бербанке. Его разочарование сложившейся ситуацией выразилось в ночных монологах, где появилось больше шуток насчёт четвёртого места NBC в общенациональных телерейтингах и своём будущем уходе из программы. В то время как в первые годы после принятых решений руководители NBC не проявляли обеспокоенности, к 2007 г. Цукер начал размышлять о цене утраты Лено для телесети. К этому моменту Fox и ABC начали тайно соблазнять Лено, выражая свой интерес и проводя осторожные переговоры.
У Лено появилось много предложений (включая прибыльнейшую идею синдицированной программы от Sony Pictures Television), и в начале 2008 г. Цукер отправился в студию в Бербанке в попытке сохранить Лено. Было сделано много предложений, включая сделку формата Боба Хоупа (ведение высокоуровневых мероприятий), воскресное ночное шоу в прайм-тайм или даже ночное кабельное шоу на дочернем USA Network. Топ-менеджеры начали нащупывать идеальное решение — расплатиться с О’Брайеном и удержать Лено — но Цукер считал эту идею «возмутительной». К этому времени NBC уже открыла новую студию для «Tonight Show» Конора, за 50 млн долл. реконструировав Студию 1 на Universal lot в Universal City. Во время весеннего ланча с Джеффом Россом глава NBC Sports Дик Эберсол посоветовал О’Брайену отказаться от глупых выходок (вроде фирменного «струнного танца») и сосредоточиться на подаче своего шоу для средней Америки, что повлекло бы увеличение его монолога. Телеведущий, теперь оказавшийся на год дальше от «The Tonight Show», действительно удлинил свой монолог, но считал предложения Лудвина в значительной степени ненужными. Взамен он желал поставить свою печать на традициях программы. К этому времени популярность Конана, достигавшая небес к моменту подписания контракта, начинала спадать. Он решил не менять свои выступления, чтобы оно подходило более широкой аудитории (чего и хотело NBC), и выходивший на CBS после программы Леттермана Крейг Фергюсон начал обходить его в рейтингах. Хотя внутренняя тревога среди телевизионного руководства возросла, большинство из них поддерживало Конана.
Последним вариантом Цукера для Лено стала ночная программа в 22:00. Поскольку рейтинги выходивших в это время программ NBC полностью упали, топ-менеджер предполагал, что появление здесь ночного Лено приведёт к «слому парадигмы» и обратит вспять текущее состояние NBC. 8 декабря 2008 г. Лено устно согласился остаться, производя выходящую в 22:00 программу в формате варьете The Jay Leno Show, также проинформировав о своём решении ABC и Fox. Цукер и Лудвин планировали позже встретиться с О’Брайеном для объяснения ему сделки, но после просачивания слухов в The New York Times они решили немедленно встретиться с ним сразу после записи эфира ночного шоу. После встречи Росс и Конан встретились с авторами «Late Night», чтобы обсудить решение телеканала. О’Брайен чувствовал себя неловко, но сохранял спокойствие в ожидании получить «The Tonight Show». Late Night with Conan O'Brien было официально подписано в следующем феврале, 29 мая эта же участь последовало и The Tonight Show with Jay Leno. Большая часть команды О’Брайена переехала в Лос-Анджелес для подготовки собственной версии «The Tonight Show». Сам Конан со своими соратниками посвятил себя разработке программы, но по-прежнему были обеспокоены обязательством или отсутствием оного со стороны NBC. Тем временем топ-менеджеры NBC предсказывали эксперименту с Лено дикий провал и затяжные многочасовые драмы по переманиванию телеведущего конкурирующими телесетями и кабельными телеканалами.
Объявляя о своём новом шоу в эфире The Tonight Show Лено сказал: "Когда люди спрашивают меня: «Что ты собираешься делать после последнего шоу? Собираешься в отпуск?», я отвечаю: «Я собираюсь укрыться там, где меня никто не сможет найти: в прайм-тайме NBC. Как многие из вас знают, мы на самом деле не уходим. В сентябре мы возвращаемся в 22 часа. Это авантюра? Это авантюра! Я держу пари, что на NBC всё будет в три месяца! Это не данность!»

## Рейтинги

### ДебютThe Tonight ShowиThe Jay Leno Show
Премьерный выпуск The Tonight Show with Conan O'Brien от 1 июня 2009 г. привлёк более 9 млн зрителей, продемонстрировав хорошие показатели среди молодёжи. Телекритики в основном благожелательно отнеслись к программе; когда-то критиковавший Конана Том Шейлс из газеты The Washington Post писал: «Есть все признаки того, что О’Брайен сможет подняться до уровня своих прославленных предшественников». Однако более пожилые зрители мало-помалу прекращали смотреть программу, через семь эфиров «Late Show with David Letterman» впервые обошло «Tonight» с её новым ведущим. Цукер напомнил Конану, что смена поколений была ожидаемой, другие топ-менеджеры были не так довольны. В свою очередь О’Брайен со своей командой был недоволен отсутствием промоушена в первые недели шоу. Вопреки пожеланиям ответственных за пиар, Цукер одобрил пресс-релиз, в которой Конан был назван «Новым королём поздней ночи». Позже CEO пожалел о своём решении, так как фраза стала объектом насмешек, произошедшее огорчило работавших над Tonight Show.
В последующие недели Цукер начал уставать из-за выступлений О’Брайена и приглашения неправильных звёзд. Когда из-за шутки Леттермана о семье Сары Пейлин разгорелся серьёзный скандал, Цукер предложил команде «The Tonight Show» пригласить политика к себе в программу, ибо считал это шансом вернуть зрителей и возможным поворотным моментом для не особенно хорошо работавшего шоу. Конору не нравилась потворствовавшая зрителям и способная оттолкнуть фанатов и прессу идея, также угрожавшая ухудшить его отношения с Леттерманом. «Эта реакция заставила Цукера сойти с ума», напишет в дальнейшем журналист Билл Картер в своей книге The War for Late Night. «Как продюсер, он знал, как управлять аудиторией—это было просто тем, что вы делали как часть своей работы. [ … ] Как босс, он не мог поверить, что Конан будет стоять на пути того, что, очевидно, было умным деловым манёвром—для него и для телесети». Тем временем Леттерман регулярно продолжал набирать более высокие рейтинги, чем О’Брайен; его осеннее интервью с президентом США Бараком Обамой обошло The Tonight Show более чем на 2,6 млн зрителей, а случившийся на следующей неделе после этого скандал с вымогательством и шантажом привлёк общенациональный интерес. К августу The Tonight Show проигрывало Late Night по числу зрителей, но, благодаря привлекательности О’Брайена для молодой аудитории, сохраняло лидерство для рекламистов.
Сам Лено был откровенен касательно планов на собственное новое шоу: «Хотя сейчас 10 часов, мы собираемся притвориться, что уже 11:30.» Премьера The Jay Leno Show состоялась 14 сентября 2009 г., первыми гостями стали Джерри Сайнфелд и Канье Уэст (сразу после его печально известной речи в адрес Тейлор Свифт на MTV Video Music Awards). Программа получила 18,4 млн зрителей, что было намного лучше дебюта обновлённого «Tonight Show» по абсолютным цифрам и по молодой аудитории. Некоторые критики резко негативно отнеслись к программе Лено, которую многие рассматривали как перепевку недавно покинутой им программы. Мэри Макнамара из газеты Los Angeles Times посчитала рекламу смешнее самого шоу, заявив: «Это будущее телевидения? Это не было даже хорошим исполнением телевизионного прошлого». На второй неделе показа, когда программа Лено выходила сразу после премьеры сезона, аудитория нового проекта упала до 6 млн. Через недели Викерс обнаружила, что план NBC по сохранению лучших сегментов программы для показа в последнюю очередь ради обеспечения поддержки местным новостным выпускам в филиалах телесети, мог нанести вред программе. Через месяц The Jay Leno Show занимало третье место, и руководству телеканала было ещё более тяжело.

### Снижение рейтингов
Рейтинги выходивших в 23:00 новостных выпусков у филиалов NBC начали падать с середины октября, особенно на принадлежащих телесети контролируемых и управляемых станциях в крупнейших рынках, вызвав тревогу у руководства. The Tonight Show всё ещё сохраняла высокую долю молодой аудитории в возрасте 18-24 по сравнению с Леттерманом, но после появления программы Лено эти цифры ещё сильнее сократились. Филиалы начали жаловаться на происходящее, и вдобавок к пострадавшим из-за катастрофических рейтингов The Jay Leno Show по принципу домино местным новостям, О’Брайену и Late Night with Jimmy Fallon (Джимми Фэллон заменил Конана в 0:30) урон начинала терпеть линейка прайм-таймовых программ NBC. Этот каскадный эффект был настолько значителен, что число зрителей местных новостей в среднем сократилось на 25 %, на некоторых рынках цифра достигала 50 %. Через два месяца после запуска The Jay Leno Show рейтинги The Tonight Show снизились «примерно на два миллиона зрителей по сравнению с прошлым годом», когда Лено ещё вёл эту программу. Очистка временного слота в 22:00 привела к разладу в отношениях с продюсерами ранее занимавших это время программ, вроде создателя Закона и порядка: Специальный корпус Диком Вульфом. 29 октября Джей Лено дал интервью журналу Broadcasting & Cable, значительная часть которого была посвящена возможности его возвращения в слот 23:35: «Если бы это предложили мне, взял бы я это? Конечно, если это то, что они хотели бы. Это было бы отлично, если бы они этого также хотели». Индустриальные игроки бурно отреагировали на этот пассаж, и, когда помощник Конана Энди Рихтер в переписке с TV Squad назвал возможную идею с переносом менее «классной», Лено позвонил Лудвину с целью посетовать на это.
Поскольку в декабре большая часть программ повторялась, команда The Jay Leno Show, особенно Викерс, для спасения программы сосредоточились на приглашении больших знаменитостей. Эта работа прекратилась, когда руководство телесети сообщило, что у них есть время «до конца ноября». Сообщения из филиалов поступали с угрожающей скоростью, аналитическое исследование показало: резко снизившийся с 56 до 46 лет средний возраст зрителя The Tonight Show свидетельствует о «нишевости» Конона для более раннего времени. Любая попытка убрать Лено наталкивалась на его контракт, содержавший чрезвычайно необычное условие в виде пункта «плати-и-транслируй» (вместо обычного «плати-или-транслируй»), по которому NBC было обязано транслировать и оплачивать программу ещё два года. В случае расторжения контракта NBC должна была бы заплатить комику 150 млн долл. штрафа. 6 ноября председатель совета директоров NBC Джефф Гаспин получил электронное письмо от отдела продаж с предложением убрать О’Брайена и вернуть в The Tonight Show прежнего ведущего. После изучения топ-менеджером контракта Джея с юридической точки зрения этот вариант развития событий стал релевантным Когда после ноябрьского периода «смятение» пришли очень плохие цифры рейтингов, возмущение филиалов стало ещё более настойчивым, и члены совета директоров потребовали действий в отношении слота в 22:00.
Если до января ничего не будет предприняты, то филиалы угрожали применить синдицированное программирование или передвигать по сетке свои новостные выпуски для предвосхищения программы Лено. Отчаянно желавшие принять решение Лудвин, Гаспин и Цукер обдумывали возможные варианты решения вопроса, вроде сокращения «The Jay Leno Show» до нескольких эфиров в неделю. Для смягчения ситуации Викерс перенесла самые популярные комедийные сегменты во вторую часть программы, взамен передвинув на более позднее время рубрику «10 at 10». Гаспин снова получил предложение передвинуть Джея назад на 11:35, и вскоре начал работу над планом по сокращению хронометража «The Jay Leno Show» до 30 минут и выходу «Tonight Show» около полуночи, больше всего теряла-бы выходившая уже в 1:00 Late Night with Jimmy Fallon. Переформатированная линейка программ могла перезапуститься в марте 2010 г., сразу после окончания трансляции NBC Зимних Олимпийских игр. Цукер предпочитал наличие в программе Лено редких гостей и комедийной части, в то время как Дик Эберсол выдвигал идею возвращения к первоначальному состоянию: Лено в 11:35 и О’Брайен в 00:35. Гэспин изложил свой план Цукеру за неделю до Рождества, но не желая «испортить чей-либо праздничный сезон» они решили подождать до нового года.

## Конфликт

### Предложенные изменения
Конану показалось, что Джей хорошо играл, в своей пассивно-агрессивной манере, и снова выиграл. А может, наоборот, он сам всё упустил.
Планы изменились, когда стало ясно, что контракт Конана не гарантировал строгую дату начала трансляции его программы в 23:35 (лазейка, используемая в основном для адаптации к спортивным мероприятиям и специальным эфирам вроде новогодней программы телесети). Сначала Гэспин планировал сообщить об этом Лено, после чего, если всё будет хорошо, на следующей неделе проинформировать О’Брайена. Гаспин исходил из того, что компания находится в отчаянном положении, и, на фоне одобрения предложения Викерс и Лено, был уверен и в согласии Конана. В то время как Лено одобрил план, Викерс была обеспокоена: без гостя или музыкальной паузы в программе могло не быть и студийной аудитории, что могло иметь самые катастрофические последствия для её подопечного. Для встретчи с О’Брайеном в следующий понедельник Гаспин отменил с членами совета директоров, которым взамен этого пообещал найти ответ к проблеме эфира в 22:00, который «вероятно [их] осчастливит». После своего шоу 6 января Конан встретился с менеджером Гэвин Полон, которому выразил сожаление по поводу рейтингов: «Я просто думаю, что [Лено] собирается каким-то образом причинить мне боль.»
На следующей неделе новости о Лено просочились на малоизвестный ресурс «FTV Live», после чего интернет начал горячо обсуждать судьбу обоих ведущих NBC. Гаспин немедленно назначил встречу с Россом и О’Брайеном, и по их прибытии изложил суть предлагаемых перемен. «Я знаю, как усердно я работал ради этого», ответил телеведущий. «Это было обещано мне. У меня был дерьмовый ввод.» После напряжённой 15-минутной беседы гости возвратились в студию «Tonight». Интернет-таблоид «TMZ» сообщил о случившемся в заголовком «Встряска на NBC; Джей Лено выходит на первое место.» О’Брайен провёл экстренное собрание персонала, на котором заверил их что они не будут закрыты и всё будет хорошо. Материал TMZ глубоко обеспокоил телеведущего («время появления утечки на TMZ-появившейся так скоро после истории об отменённой программе Джея-кричало о попытке диверсии»), и он с Россом рассуждали о том, что именно они были последними, которым сообщили об изменениях.
К следующему утру они оба решили покинуть NBC, и свой эфир О’Брайан начал с заявления: «Сегодняшним вечером у нас для вас есть чудесное шоу—я понятия не имею, когда оно выйдет, но это будет отличное шоу.» Полон расценил случившееся как реакционный шаг со стороны действовавшего в рамках самосохранения Цукера, ибо владелец NBCUniversal General Electric вёл переговоры о продаже контрольного пакета акций компании телекоммуникационной компании Comcast. Когда вечером на сайте газеты «The New York Times» появился материал о наличии у Fox «явного интереса» к несогласному с предложением NBC О’Брайену, Цукер посчитал Полоне ответственным за это. Ситуация накалилась, когда Цукер позвонил агенту телеведущего Рику Rosen, спросил о происходящем и потребовал немедленного ответа от команды О’Брайена. Гаспин говорил о ситуации на запланированной ещё заранее пресс-конференции, отметив: «Очевидно я не смог бы удовлетворить на 100 % из того, чего они хотели. Вот почему я придумал этот компромисс.» Цукер, услышав о не очень хорошо воспринятом Конаном предложении NBC, пригрозил агенту телеведущего: «Я сейчас скажу тебе, что я могу заплатить ему или транслировать. Я могу заморозить вас, ребята.» На следующем эфире в понедельник телеведущий продолжал шутить над этой темой; в ответ на громогласные аплодисменты он подметил: «Продолжайте в том же духе, и этот монолог не начнётся до 00:05.»

### Письмо О’Брайена
Для контроля этой ситуации Rosen предложил нанять «возможно самого известного (и наиболее страшного) юриста в Голливуде» Пэтти Глейзер. После обсуждения контракта Лено на конференции после шоу, Глейзер обратила внимание на мнение О’Брайена. Он выразил желание написать заявление, выражающее его чувства по этому поводу, и, услышав её содержание, Глейзер согласилась с этой идеей к первоначальному неудовольствию Росса. Той ночью телеведущий не спал, одержимо формулируя своё заявление. На следующее утро он вернулся в студию, слушая как адвокаты и Пэтти перечитывают документ (до публикации оставшееся практически прежним). Согласно The War for Late Night, Глейзер нашла «заявление идеальным для их целей. Оно недвусмысленно излагало точку зрения Конана, но не ставило под угрозу его юридические возможности. Там ничто открыто не говорило о его уходе, поэтому его нельзя было обвинить в отказе от договорных обязанностей.»
Пресс-релиз О’Брайена вышел в полдень 12 января, будучи адресованным «Народу Земли»:
В течение 60 лет «Tonight Show» выходило в эфир сразу после вечерних местных новостей. Я искренне верю, что перенос «Tonight Show» на следующий день ради размещения другой комедийной программы серьёзно навредит тому, что я считаю величайшей франшизой в истории вещания. «The Tonight Show» в 00:05 попросту не является «Tonight Show». [ … ] Итак, дело дошло до этого: я не могу выразить словами, насколько мне нравится вести эту программу и какое огромное лично разочарование для меня прекратить это. Я и мои сотрудники невероятно усердно работали и мы очень гордимся нашим вкладом в наследие «The Tonight Show». Но я не могу участвовать в том, что я искренне считаю его разрушением.
Согласно The War for Late Night, "письмо 'Народу Земли', которое в NBC называли манифестом, поменяло общий тон. Это был не просто Конан, говорящий «Нет»; это был Конан, говорящий «Нет, это ты ошибаешься, и кстати, иди к чёрту.» Однако момент, представлявший собой «точку невозврата» наступил в среду вечером, когда «полностью освобождённый» О’Брайен в своём монологе заявил: «Сейчас я очень стараюсь оставаться позитивным, и я хочу вам кое-что сказать. Это честно. Для меня ведение „The Tonight Show“ стало воплощением мечты всей жизни. И я просто хочу сказать детям, которые это смотрят: Вы можете делать всё что хотите в своей жизни. Да, да— если только Джей Лено не захочет это сделать тоже.» После этой шутки Лено позвонил Гаспину и спросил: «Какого чёрта я отдаю полчаса этому парню?». Теперь переговоры были сосредоточены на том, что О’Брайен потребует для разрешения этого вопроса, и стороны начали обсуждать соглашение.

## Общественная реакция и медиаосвещение

### Поддержка О’Брайена

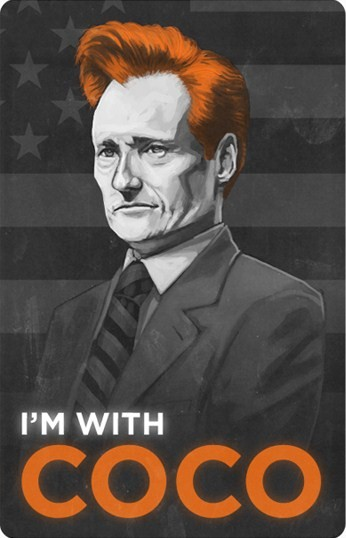
Широко популярный в интернете постер «Я с Коко».

Общественная реакция в этом конфликте в основном была на стороне О’Брайена. После сообщения о перемене в программной сетке более 88 % связанных по теме постов в Twitter были в пользу Конана. Более миллиона человек присоединилось к двум наиболее известным группам в социальной сети Facebook, выступавшим в поддержку телеведущего: «Команда Конана» и «Я с Коко» (отсылка к прозвищу, появившемуся во время работы О’Брайена в «Tonight Show»). Художник Майкл Митчелл нарисовал постер, напоминающий известнейший плакат с Бараком Обамой, на которой телеведущий стоит на фоне американского флага с подписью «Я с Коко». Плакат стал популярным в интернете и активно использовался в различных публичных мероприятиях. Оранжевый цвет также стал символом сторонников телеведущего, имевшего такой же цвет волос. Рейтинги «Tonight Show» начали расти (во много к огорчению NBC), и к последней неделе эфиров его программы вирусная поддержка только росла.
Около студий NBC в США проходили митинги, ключевыми стали акции в Лос-Анджелесе, Чикаго, Сиэтле и Нью-Йорке. Сам Конан 18 января ненадолго появился на одном из митингов около студии «Tonight Show», после которого раздал собравшимся бесплатную пиццу. Диктор шоу Энди Рихтер и барабанщик Макс Вайнберг также выступили во время митинга и пообщались с собравшимися в этом же месте людьми, а тромбонист участвующей в съёмках программы The Basic Cable Band Ричи Розенберг объехал собравшуюся толпу на транспортном средстве в стиле папамобиля. Представители Американского Красного Креста также посетили ряд акций, где собирали средства на помощь пострадавшим от землетрясения на Гаити.
Многие знаменитости поддержали Конана О’Брайена, включая Роджера Эберта, Сару Сильверман,Уилла Феррелла, Джима Гэффигана, Джеффа Гарлина, Джим Керри, Азиза Ансари, Джону Хилла, Сета Рогена, Пола Радда, Пола Ф. Томпкинса, Дага Бенсона, , Амира Халиба Томпсона, Алиссу Милано, Chris Parnell, Марли Мэтлин, Джадда Апатоу Бена Стиллера, Ice-T,Мэттью Перри, Норма Макдональда, Говарда Стерна и Рики Джервейса. Участник Saturday Night Live Seth Meyers в эфире Weekend Update пошутил по поводу конфликта, заявив: «вам не нужен Cinemax чтобы увидеть, как кто-то облажался на телевидении», после чего продолжил защищать коллегу. Он с сарказмом заметил, что перемещение в эфире «The Tonight Show» будет означать конец «Late Night», чей ведущий Джимми Фэллон снова вернётся в Update (и вероятно отберёт свою работу у).
Многие СМИ выступали в поддержку О’Брайена, включая интернет-таблоид Gawker и The Examiner, как и менее ожидаемого для этого проекты вроде рекламных роликов на Adult Swim. На видеохостинге YouTube и проекте Funny or Die появлялись многочисленные пародийные видео в поддержку телеведущего.

### Критика Лено
Телеведущий столкнулся с яростной критикой и ростом негативного отношения из-за предполагаемой роли в конфликте, некоторые критики утверждали о полном уничтожении его репутации наряду с Джеффри Цукером и телеканала NBC в целом. Аргументом критиков был ролик «Tonight Show» 2004 года, в котором Лено обещал передать О"Брайену пост ведущего без инцидентов. Актёр и комик Пэттон Освальт, одним из первых знаменитостей заявивший о своём разочаровании в телеведущем, заявил: «Комедианты, кому сейчас не нравится Джей Лено, и я один из них, мы не такие, кто говорит: 'Джей Лено отстой'. Дело в том, что мы настолько разочарованы и расстроены тем, что один из лучших комедиантов поколения … преднамеренно отключился.» Одним из самых ярких и ярых сторонников Конана оказалась Рози О’Доннелл, назвавшая Лено «хулиганом», а его действия — «безклассовыми и определяющими карьеру». Говард Стерн, являвшийся резким критиком Лено ещё до этих событий, ещё в 2006 году на эфире в Late Night сказал Конану о сомнительности отказа его коллеги от Tonight ради кого-либо. В ходе 67-й церемонии премии Золотой глобус происходящее было вышучено Тиной Фей и Томом Хэнксом вместе с ведущим Рики Джервейсом
Дополнительным поводом для критики стало то, что происходящее в 2010 году с Конаном напоминали аналогичную дилемму с Лено к концу 1992 года. Когда спустя месяцы его работы в качестве ведущего «The Tonight Show» руководство NBC решило поменять своё решение о замене Леттермана, Джей, будучи расстроенным и рассерженным недоверием к нему как к новому хозяину франшизы, публично выразил свои чувства. Он также дал понять, что уйдёт из телесети если его программу передвинут на час вперёд ради Леттермана, заявив «Я не собираюсь делать маленький счастливый час из Омахи в 0:30.»
Комментаторы также ругали Лено за неискреннюю попытку выставить себя в ходе разгорающегося конфликта «обычным человеком». Поводом для этого стал эпизод «The Jay Leno Show», в котором ведущий позиционировал себя обычным наёмным сотрудником телеканала, заявляя: «У меня нет менеджера, нет агента» и ссылаясь на своё предпочтение заключать сделки напрямую, через «рукопожатие». В действительности у телеведущего был агент Стив Левинt, публицист и юристы.
Дэвид Леттерман был непримиримым критиком как NBC, так и Лено. Он сравнивал произошедшее с событиями 1992 года, также обвиняя коллегу в лицемерии.
Телеведущий The Daily Show Джон Стюарт призвал не иметь дел с Джеффри Цукером, которого сравнил с Диком Чейни от телевидения Его коллега по телеканалу Comedy Central Стивен Колберт в собственном шоу The Colbert Report попросил своего гостя — актёра Моргана Фримена зачитать список «ненадёжных вещей», одной из которых оказалось заявление Лено в 2004 году «Конан: слот в 23:30? Он твой.»
Джимми Киммел, ведущий собственного вечернего шоу на телеканале ABC, 12 января провёл программу в образе Джея Лено, нацепив накладной подбородок и седой парик. Пошутив насчёт сложившейся ситуации и письма, ведущий следующим утром получил звонок от Лено, в котором получил приглашение принять участие в эфире «Tonight» через 2 дня  в сегменте «10 at 10» (где ведущий задаёт 10 вопросов своему гостю, отсутствующему в самой студии). По тональности вопросов—вроде «Какая твоя любимая нездоровая закуска?»—сотрудник ABC решил, что ведущий решил нейтрализовать его пародию, изобразив их дружбу. В самом эфире Киммел решил сломать этот сценарий, шутливо намекая на происходящее на NBC. В конце сегмента гость напрямую обратился к ведущему: «Послушай, Джей. У Конана и у меня есть дети. Всё, что тебе нужно — это машины! У нас впереди жизнь, чтобы вести эти программы! У тебя восемьсот миллионов долларов! Ради Бога, оставь наши шоу в покое!» Продюсер Викерс была в ярости, в то время как сам Лено спокойно отнёсся к произошедшему и не наносил ответных ударов, воспринимая это как комедию и попытку Киммела заработать популярность.
Давая в 2012 году интервью подкасту Марка Марона Киммел отмечал, что О’Брайену не дали должного шанса, а у него самого была отдельная мотивация. По его словам, Джей несколько лет назад вёл серьёзные переговоры о переходе с NBC на ABC, и в ходе этого периода пытался завязать дружбу с Киммелом ради выстраивания хороших отношений и в итоге занятия его временного слота. После нормализации отношений его коллеги с топ-менеджментом NBC «все эти разговоры прекратились», по версии ведущего ABC его конкурент использовал другой канал как рычаг для давления в переговорах с родной телесетью.

### Нейтралитет
Единственным ведущим вечернего шоу, не высказавшимся в пользу той или иной стороны, оказался Джимми Фэллон. Он назвал О’Брайена и Лено «двумя моими героями и двумя моими друзьями»., позже он пошутил, что «У Late Night было три ведущих: Дэвид Леттерман, Конан О’Брайен и я. И если есть что-то, чему я научился у Дэйва и Конана, так это то, что ведение этого шоу является билетом в один конец к не ведению The Tonight Show.» По иронии судьбы в феврале 2014 год именно Фэллон сменил Джея Лено на посту ведущего «The Tonight Show».

### Защита Лено
В защиту Лено выступило меньше комиков, которые в основным имели с ним профессиональные или личные отношения. В беседе с The Hollywood Reporter Джерри Сайнфелд отверг идею заслуженности критики в адрес NBC и отчитал О’Брайена за указывание пальцем:
«Что ему сделала сеть?» спрашивал Сайнфелд. «Я не думаю, что кто-то мешает людям смотреть Конана. Как только они дают вам камеры, это уже зависит от вас. Я не могу винить NBC в том, что нужно что-то передвигать. Я надеюсь, что Конан останется, по моему он потрясающий. Но в шоу-бизнесе нет правил, нет [судей].»
По иронии судьбы Сайнфелд пережил нелёгкий старт во многом благодаря позиции топ-менеджера NBC Рика Лудвина, имевшейся поддержке в лице телесериала Весёлая компания и многим годам для развития аудитории, в отличие от проекта О’Брайена.
Комик Джим Нортон в эфире The Opie & Anthony Show охарактеризовал жёсткую критику в адрес Лено как «поразительную», также приравняв отказ телеведущего уходить с действиями О’Брайена, «пытавшегося на самом деле вытеснить Лено, сказав своим агентам: 'Если Конан не получит „The Tonight Show“, он покинет телесеть'».
Глава NBC Universal Sports Дик Эберсол назвал хулителей Лено «бестолковыми и безвольными», резюмировав ситуацию с вечерним эфиром как «поразительный провал» О’Брайена и оценив шутки Конана и Леттермана по поводу сложившегося конфликта как «профессиональную ревность». Также он назвал ложным аргументом сложившееся общее мнение о слабом вступлении О’Брайена в ущерб его способности привлекать аудиторию в другом временном слоте.
В интервью Марку Марону тем летом давний приятель О’Брайена Энди Рихтер отметил противоречие между комментариями Эберсола и действиями сети. Очевидное влияние «The Jay Leno Show» на рейтинги местных новостей по всей стране стало прямой причиной его отмены и опровергло предположение Эберсола о том, что предыдущая по времени программа не влияет на рейтинги последующей. Само «The Jay Leno Show» благодаря сильной линейке шедших до неё программ прайм-тайма NBC находилось в выгодных условиях.
Джей Лено был среди самых ярых критиков О’Брайена, описав его рейтинги как «губительные для франшизы» несмотря на успех в дружественной для рекламодателей аудитории и меньшей заработной платой. В то же время тремя месяцами ранее он иначе оценивал работу своего коллеги: «Лично я думаю, что у Конана всё в порядке. Он побеждает Дэйва по демографии, может быть не по популярности, так как люди смотрят Дэйва по многим причинам. Пока рано говорить.»

## Соглашение

### Переговоры
К 14 января дискуссии о финансовом соглашении были завершены, его заключение прогнозировалось после окончания финальной недели шоу О’Брайена с 18 по 22 января (эту уступку он выговорил ради своего должного прощания с Tonight). Продвижение в достижении компромисса застопорилось из-за руководства General Electric (GE), а затем — NBCUniversal. NBC выдвинуло ряд условий, вроде не приглашения на эфир в финальную неделю Говарда Стерна (что окружение О’Брайена посчитало несколько комичным), и ознакомления со сценариями выпусков (которые раньше не присылались). Проходившие всю неделю переговоры ни к чему не привели, и в субботнем выпуске New York Post вышел материал о том, что подчинённые О’Брайена считают себя «преданными» его поступками. В статье говорилось, что команда не понимает, почему ради сохранения их работ О’Брайен попросту не займёт временной слот 00:05, и что взамен этого он находится под влиянием своего эго. Телеведущий был взбешён этой историей, которую считал прямым ударом от NBC, так как почти все его сотрудники согласились с его позицией об уходе. Лично он был потрясён тем, что телесеть бросила вызов его личности, так как для него было важным указывать на последствия разрыва для его команды (тремя годами ранее в во время забастовки сценаристов он заплатил им из своего кармана).
Телесеть добавляла новые просьбы, которые команда О’Брайена отклоняла как необоснованные (вроде права не показывать любое из финальных шоу, если NBC посчитает его содержимое (то есть шутки про конфликт/телесеть) неприемлемым. Председатель совета директоров GE Джеффри Иммеоти спрашивал, почему они платят так много за исполнителя, которому суждено убежать в другую телесеть. Переговоры продолжились в финальную неделю; сам он не мог подтвердить, что это будут последние выпуски с его участием, что мешало забронировать участие в них желаемых им гостей.19 января несколько СМИ сообщили о близости сторон к достижению соглашения, по которому О"Брайен уйдёт с NBC с суммой от 30 до 40 млн долл. В ходе эфира 20 января телеведущий оставался в студии до раннего утра вместе с Россом и своим адвокатом, пытаясь завершить процесс урегулирования. Пытаясь разобраться в ситуации, он играл на своей гитаре и прогуливался в одиночестве по студии Universal. Той ночью соглашение было подписано, а на следующий день его содержимое стало достоянием публики.
В итоге О’Брайен за уход с телесети получил 45 млн долл.: за оставшиеся два года своего контракта он получил 33 млн долл с дополнительными выплатами Джеффу Россу, Энди Рихтеру и Максу Вайнбергу., выходное пособие для сотрудников О’Брайена составило 12 млн долл. (что по его словам было выше корпоративного стандарта GE). Из своего кармана телеведущий оплатил как минимум шесть недель выходного пособия для 50 членов команды, ибо NBC ничего для них не платило. Международный альянс работников театральной сцены заявил, что они «очень довольны» тому, как О’Брайен в этот период относился к своим подчинённым. Одним из условий контракта был запрет телеведущему делать негативные комментарии в адрес NBC в течение определённого времени, хотя в нём отсутствовала ранее упоминавшаяся «оговорка о смягчении», по которой телесеть могла сохранить часть выходного пособия при трудоустройстве О’Брайена. Телеведущий мог возвратиться на телевидение не раньше 1 сентября 2010 года.

### Финальная неделя

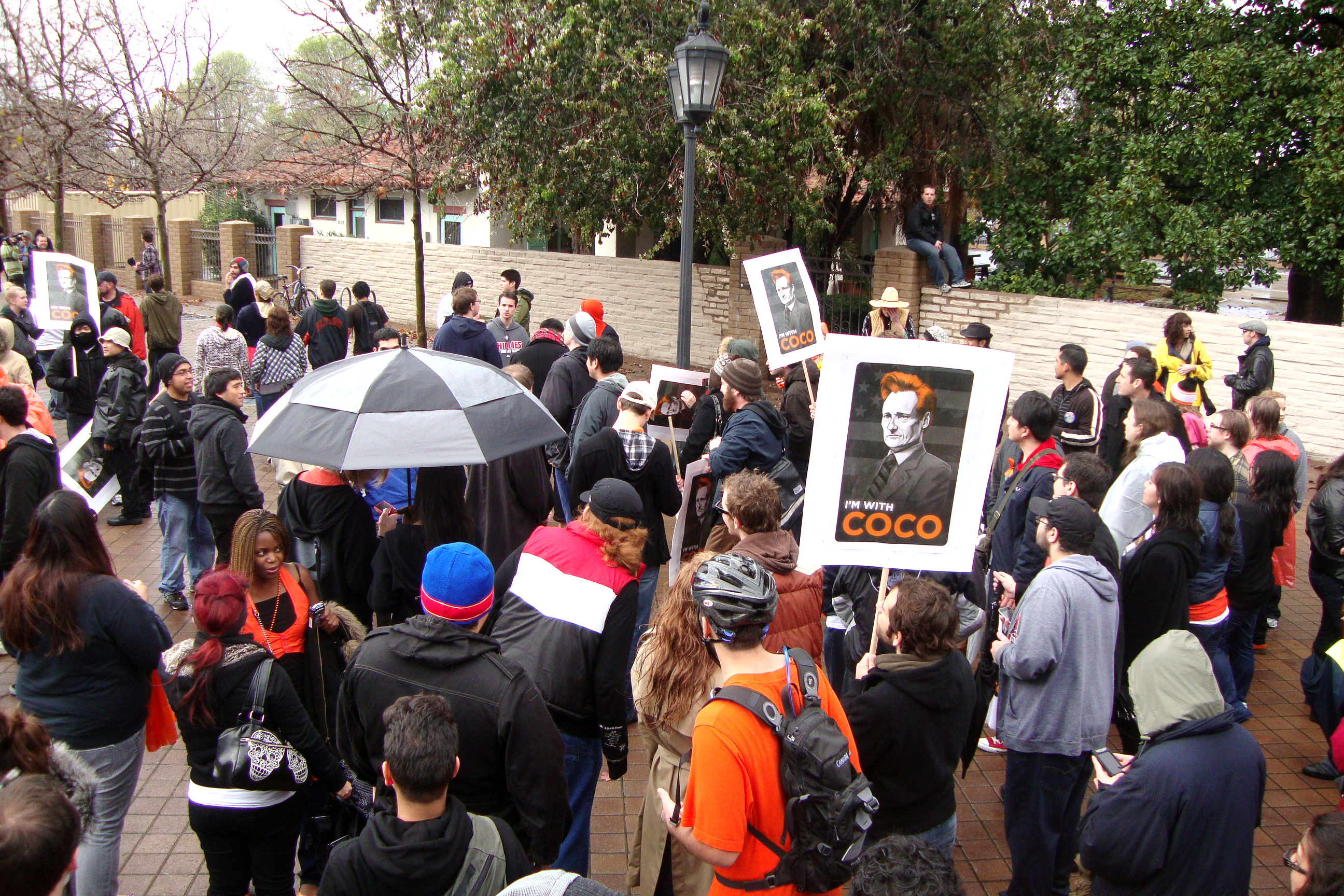
Сторонники О’Брайена митингуют у Universal Studios в Лос-Анджелесе.

Конфликт только предоставил больше комедийного материала для вечернего шоу О’Брайена во время его заключительных эпизодов. Среди прочего, О’Брайен выставил шоу на продажу на сайте электронных объявлений Craigslist («Гарантированно продлится до семи месяцев; рассчитано на 23:35, но его можно легко перенести!»), также транслировались ролики под названием «Классические моменты Tonight Show» и создавалось намеренное ощущение, что он тратит абсурдные суммы денег NBC (настройка Bugatti Veyron, воспроизведение аудио и видеоклипов с дорогими правами на ретрансляцию и использование «редкого наземного ленивца» для распыления икры белуги на оригинального Пикассо). Поскольку сегменты транслировались в течение нескольких дней сразу после землетрясения на Гаити, в то время как по всей стране предпринимались усилия по сбору средств пострадавшим (ряд акций проводило и NBC) продолжались, О’Брайен столкнулся с критикой в свой адрес. В ответ на протесты по поводу стоимости этих эскизов О’Брайен объяснил, что фрагменты действительно были шутками, и многие из реквизита были либо подделками, либо заимствованы в обмен на рекламные вознаграждения.
Список приглашенных на заключительное шоу О’Брайена 22 января — Том Хэнкс, Стив Карелл и оригинальный первый гость Уилл Феррелл—рассматривался О’Брайеном как «состав мечты»; кроме того, Нил Янг исполнил свою песню «Long May You Run» и, когда шоу закрылось, к нему присоединились Бек, Феррелл (одетый как Ронни Ван Зант), Билли Гиббонс, Бен Харпер, О’Брайен, Вивека Паулин и группа Tonight Show, чтобы исполнить песню Lynyrd Skynyrd «Free Bird».
В свои последние минуты в эфире О’Брайен заявил, что в период между Saturday Night Live, Late Night и The Tonight Show он проработал на NBC более 20 лет, и «чрезвычайно гордился работой, которую они вместе проделали». Затем он поблагодарил телесеть впервые с тех пор, как объявил о своем намерении уйти. О’Брайен сказал, что его решение уйти с поста ведущего было «самым трудным, какое [ему] когда-либо приходилось делать». Он похвалил и поблагодарил своих сотрудников, а также поблагодарил своих поклонников (особенно тех, кто участвовал в протестах в Лос-Анджелесе в периоды сильных дождей) за их огромную поддержку. Он закончил шоу, дав сердечный совет своим зрителям в своем прощальном обращении, заявив::
Все, о чём я прошу вас, — это одна вещь … Я прошу об этом особенно молодых людей, которые смотрят. Пожалуйста, не будь циничным. Я ненавижу цинизм. Для протокола, это мое наименее любимое качество, и оно никуда не ведет. Никто в жизни не получает именно то, что, как они думали, они собирались получить. Но если ты будешь очень усердно работать и будешь добрым, то произойдут удивительные вещи. Я говорю тебе, удивительные вещи произойдут.
После записи на пленку студия использовалась для вечеринки, устроенной персоналом. Место монолога О’Брайена на студийном полу было оформлено в рамку и подписано его сотрудниками в качестве подарка, что тронуло телеведущего. 10,3 млн человек посмотрели финальный эпизод, что является особенно высоким показателем для просмотра в прямом эфире поздно вечером и в пятницу вечером. Финальный эпизод набрал 7,0 балла по рейтингу домашних хозяйств и 4,4 балла в аудитории 18-49. Финальное шоу О’Брайена не только превзошло все программы в вечернем сегменте, но и все шоу в прайм-тайм в аудитории 18-49 в ту ночь и накануне. Сеть подтвердила, что Лено официально возобновит работу в качестве ведущего The Tonight Show с 1 марта, и повтор эфиров с О’Брайеном транслировались до тех пор, пока 15 февраля NBC не начал транслировать Олимпийские игры.
Первый выпуск Tonight Show с Лено собрало 6,6 миллиона зрителей, и его преимущество над Леттерманом снова сохранялось большую часть оставшегося времени до его финального ухода из программы в 2014 году. В то время как его цифры были ниже, чем при первом появлении в программе, по словам профессора телевидения в Сиракузском университете Роберт Томпсон «как будто была нажата кнопка коллективного стирания…с обычными подозреваемыми, вернувшимися в свои обычные места — за исключением того, что Конан ушел».

## Влияние

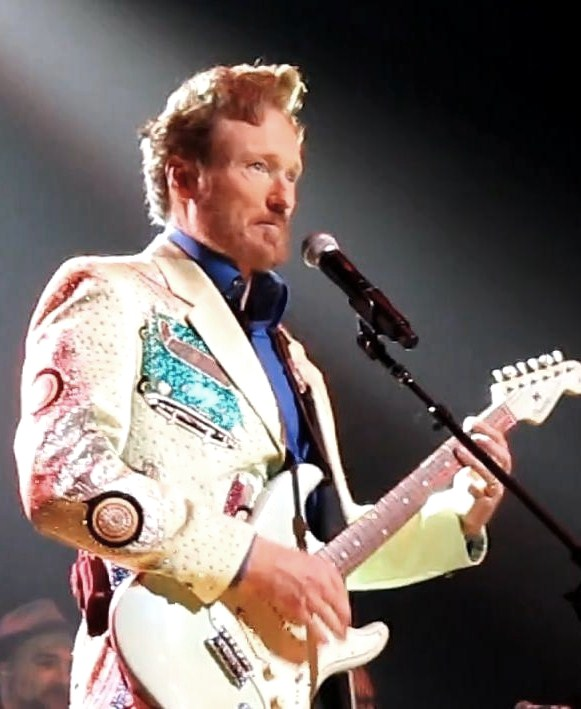
Конан исполняет песню «I Will Survive» в первый день своего тура.

По данным NBC, если бы О’Брайен продолжил вести программу, то Tonight Show впервые в своей истории понесло бы финансовый убыток, что Джей Лено в дальнейшем и называл ущербом франшизе. Это утверждение было отвергнуто скептически настроенными критиками, поскольку программа Конана принесла бы значительно больше денег на рекламе за счёт более благоприятных демографических показателей среди молодежи, а также имела бы меньшие затраты в виду большего штата сотрудников, высоких производственные затраты и высокой зарплаты команды Лено. О’Брайен и Росс также оспорили эту точку зрения, посчитав, что для получения такого расчета NBC должна была включить стоимость строительства новой студии и офисов, а также затраты на запуск. В NBC большинство молодых сотрудников, как правило, поддерживали О’Брайена и присоединялись к группам «Я с Коко» в Facebook; Позже NBC попросил всех сотрудников отменить свое членство на любых страницах, поддерживающих О’Брайена. Аналогичное действие произошло, когда любая попытка упомянуть о пребывании О’Брайена в должности была вычеркнута из истории компании.
Гаспин был доволен соглашением, но, тем не менее, согласился с одним из замечаний О’Брайена — о том, что его шоу не успело вырасти: «Могло ли оно вырасти? Абсолютно… Мы просто не могли дать ему время».укер в интервью Чарли Роуз защищал свою стратегию, но отметил, что оба шоу были ошибкой. Цукер, который знал О’Брайена со времен их учёбы в Гарварде и был очень близким другом Росса, был очень разочарован тем, как развивались события, хотя и считал это необходимым. Лено, в попытке восстановить свое общественное мнение, дал интервью Опре Уинфри 25 января; он снял с себя всякую вину за отстранение О’Брайена, отметив, что все дело в рейтингах, а также подтвердил, что он сказал «чистую ложь» в 2004 году, когда гарантировал О’Брайену The Tonight Show. В отсылке к рекламе Супербоула 2007 года с Леттерманом и Уинфри в главных ролях (эти двое враждовали в течение многих лет до этого), Леттерман, Лено и Уинфри появились в эфире во время Супербоула XLIV в феврале 2010 года. Возникшая по задумке Леттермана реклама стала первым моментом с 1992 года, когда два телеведущих встретились друг с другом. В ролике Леттерман и Лено сидят по разные стороны от Уинфри, наблюдая за игрой; Леттерман из-за включения Лено считает это «худшей вечеринкой Супербоула за всю историю», и Уинфри говорит ему «быть милым», в результате чего Лено шутит: «О, он просто говорит это, потому что я здесь». Клип вызвал неистовство, комментаторы предположили, что Лено был «вставлен в кадр».
Леттерман изначально хотел, чтобы О’Брайен тоже участвовал в промоакции, но О’Брайен решительно отверг это, сказав: «Ни за что, черт возьми, я этого не сделаю. Для меня это не шутка — это по настоящему.» О’Брайен был уверен, что его соглашение запрещает выступления на телевидении в течение нескольких месяцев, но NBC был бы только рад предоставить ему одноразовую отсрочку для рекламы, так как это должно было улучшить имидж Лено. К этому моменту О’Брайен планировал живое турне со своими сотрудниками, а также создал учётную запись в Twitter. Примерно через час число подписчиков О’Брайена в Твиттере превысило 30 000 подписчиков официального аккаунта Джея Лено, за сутки их число превысило 300 тыс.; в мае 2010 года он достиг миллиона фолловеров. Многие предполагали, что О’Брайен подпишет сделку с Fox для ночной программы; Comedy Central и HBO также проявили интерес к О’Брайену. Сделка Fox продвигалась медленно, и в конечном итоге они отозвали свое предложение из-за сопротивления телестанций, огромных финансовых вложений и противодействие со стороны Роджера Айлза.
В конце концов О’Брайен в апреле 2010 года подписал контракт с кабельной сетью TBS, его новая программа «Конан» должна была дебютировать в ноябре. Этот шаг вызвал удивление отрасли; онлайн — блог Vulture прокомментировал, что «Конан теперь будет показан в качестве ведущего для Lopez Tonight на TBS. Это не просто базовый кабельный телеканал, это асексуальный базовый кабельный телеканал.» Его общенациональный комедийный тур Юридически запрещенный к смешному на телевидении начался 12 апреля и продлился до 14 июня. Снятый в это время документальный фильм Конан О'Брайен не может остановиться, а также вышедшее в мае интервью для программы 60 минут, побудили некоторых наблюдателей считать телеведущего «плаксивым». Обозреватель Vanity Fair Джеймс Уолкотт сказал, что О’Брайен «выглядел как капризная капля нервной энергии … самовлюбленный болтун».
Поскольку NBC потенциально мог сохранить права на интеллектуальную собственность, полученную от 17-летнего пребывания О’Брайена в телесети, О’Брайен просто изменил имена во время тура (превратив своего персонажа Мастурбирующего Медведя в «Самовлюбленную Панду»). Позже Washington Post сообщила, что сохранение персонажей «не было ключевой проблемой для О’Брайена».
Впоследствии премьера «Конана» состоялась в ноябре 2010 года и собрала 4 миллиона зрителей, позволив программе обойти все ночные ток-шоу и более чем втрое увеличив аудиторию своих прямых конкурентов в лице The Daily Show и The Colbert Report на Comedy Central. Однако рейтинги быстро упали; к следующей осени The Wall Street Journal объявил, что «дорогостоящий эксперимент TBS с Конаном О’Брайеном проваливается». В попытке повысить рейтинги TBS обеспечил права на синдикационный показ телесериала «Теория большого взрыва» три раза в неделю перед «Конаном», цена одного эпизода составила 4 млн долл. В 2012 году Стив Кунин из Turner Entertainment заявил, что «Конан — наша гора Рашмор. Мы сделали его центральным персонажем TBS. Если бы успех зависел только от рейтингов, мы бы просто постоянно показывали вестерны.» The Hollywood Reporter приписал ему создание «цифровой империи, собственных шоу его компании и молодой аудитории, которая, как надеется TBS, последует за ним куда угодно». В мае 2017 года TBS продлило шоу до 2022 года, однако в ноябре 2020 года было объявлено о закрытии программы в июне 2021 года, ибо Конан станет выпускать еженедельное варьете для HBO Max.
Многие участвовавшие в событиях 2010 года топ-менеджеры впоследствии покинули NBC. Цукер был уволен исполнительным вице-президентом Comcast Стивом Берком, но объяснял свой уход настойчивым желанием Comcast создать свою собственную команду. Марк Грабофф решил расторгнуть свой контракт в начале ноября, как и Гаспин. В то время как О’Брайен признался в 2012 году, что иногда все ещё испытывал негодование по поводу произошедших событий, он отметил, что «У меня было удивительное партнерство с NBC, и я был очень разочарован результатом, но я не чувствовал, что имею права на Late Night, или Tonight или шоу на TBS. Если вы занимаетесь этим бизнесом и в какой-то момент не испытали глубокой боли, вы делаете это неправильно. Я твердо верю в это». Он не общался с Лено, отметив: «Скорее всего, мы оба покинем эту Землю, не поговорив друг с другом, и это нормально. На самом деле мне нечего сказать. Мы оба знаем, в чём дело. Он знает, я знаю. Я бы предпочел просто забыть».
В 2010 году TV Guide поставил конфликт вокруг времени выхода шоу на NBC на 1-е место в списке крупнейших «ошибок» телевидения.
Восковое изображение О’Брайена, которое было заказано NBC/Universal у Мадам Тюссо и представлено во время эпизода «Вечернего шоу» в декабре 2009 года, было тихо возвращено в музей мадам Тюссо на Голливудском бульваре. Фигура изначально предназначалась для постоянного нахождения в качестве аттракциона в тематическом парке «NBC Universal Experience. Спустя несколько месяцев в шоу О’Брайена на TBS ведущий с юмором воссоединился с восковой статуей.
5 октября 2011 года О’Брайен вернулся на Рокфеллер-Плаза, 30, чтобы по сценарию появиться в Late Night with Jimmy Fallon для того, чтобы торжественно забрать куклу-собаку из студии „Триумф“ после передачи ему от NBC прав на использование персонажа в „Конане“. В течение двух с половиной минут О’Брайен и Фэллон шутили по поводу минувшего конфликта, когда Фэллон сказал: „Ты был [ведущим Late Night] шестнадцать лет. Что случилось потом?“ на что О’Брайен рассмеялся и сказал: „Не беспокойтесь об этом. Ты молодой парень“.
В интервью Марку Марону в 2011 году О’Брайен заметил: „Я пытаюсь избежать того, чтобы в вашей голове была очень чистая история. Я думаю, что слишком много людей придумывают очень простую историю, в которой они герои, и они ничему не учатся“.
Во время своего выступления в 2012 году на The Late Show with David Letterman, О’Брайен дал понять, что не испытывает враждебности к NBC, так как отдельные руководители, с которыми он сталкивался, покинули сеть вскоре после того, как он это сделал сам. О’Брайен иногда показывал клипы из своих шоу на NBC в своей программе на TBS.
В интервью в 2012 году Piers Morgan Live О’Брайен признал, что через некоторое время план по организации его перехода на The Tonight Show за пять лет вперед был „абсурдным“, хотя он никогда не ожидал, что рейтинги Лено упадут за это время, как иногда намекала пресса. Также он указал, что все предыдущие ведущие Laye Night Show ушли, когда были на вершине рейтинга. Далее он отметил, что счастлив на TBS, где он чувствовал себя „освобожденным“ и мог делать желаемый материал, без багажа сохранения наследия.
В 2013 году О’Брайен был главным исполнителем, приглашенным выступить с речью на ужине корреспондентов Белого дома, и на протяжении всего вечера в юмористическом ключе упоминалась полемика вокруг The Tonight Show. Во время своей собственной речи президент Обама пошутил: „Я понимаю, что, когда ассоциация корреспондентов рассматривала Конана для этого выступления, они столкнулись с извечной дилеммой: предлагаете ли вы ему это сейчас или подождете пять лет, а затем передадите Джимми Фэллону?“ Сам О’Брайен упомянул об этом деле шуткой, в которой похвалил президента Обаму за создание рабочих мест: „С тех пор, как [Обама] был впервые избран, число пап удвоилось, и число ведущих The Tonight Show утроилось.“ Церемония также открылась предварительно записанным скетчем, в котором Кевин Спейси в образе своего персонажа из сериала Карточный домик Фрэнка Андервуда выражает сочувствие О’Брайену за „этого вероломного Лено“.
Позже в том же году О’Брайен был выбран ведущим программы Карсон на TCM, в котором повторно транслировались классические интервью из The Tonight Show с ведущим Джонни Карсоном.
В 2014 году Джей Лено дал интервью программе «60 минут», основная часть эфира которой было посвящено его второму уходу из The Tonight Show. Телеведущий рассказал Стиву Крофту, что в 2004 году был «ошеломлен» просьбой топ-менеджеров NBC отказаться от программы через пять лет, хотя и признал, что принял это решение без споров или вопросов. Несмотря на это и одобрение своего преемника, Лено и его жена Мэвис охарактеризовали The Tonight Show как взятое у действующего ведущего, а не как добровольно отданное. Когда Лено объяснил, что был готов отойти в сторону во второй раз из-за значительного таланта Фэллона и потому, что «талантливые люди будут ждать так долго, прежде чем получат другие возможности», Крофт отметил, что тот много лет назад говорил очень похожие вещи об О’Брайене. «Ну, может быть, и так, да», — признался Лено, прежде чем пошутить: «Ну, посмотрим, что произойдет».
Во время интервью Говарду Стерну в 2015 году О’Брайен объяснил, что предпочитает избегать разговоров о «сумасшествии» и заявил, что люди в шоу-бизнесе не должны жаловаться на то, что «никому нет дела». Также он заметил, что обращение к этой теме даже в шутливом ответе на серьёзный вопрос гостя на его шоу неизменно приводило к увещеваниям со стороны СМИ «отпустить это». Он утверждал, что даже оглядываясь назад не сожалеет о работе в Late Night вместо перехода на Fox, и не сожалеет об опыте в The Tonight Show.
The Tonight Show оставалось лидером в сегменте всё время пребывания Лено в качестве ведущего, пока он не передал франшизу Фэллону. Доверие Фэллона к молодым зрителям и его присутствие в Интернете стали причиной того, что NBC инициировал изменение, о котором было объявлено всего через три года после ухода О’Брайена. В шоу «Конан» в день объявления о переменах на NBC О’Брайен поздравил Фэллона, заявив: «Джимми — идеальный парень для этого, и он проделает фантастическую работу». В то время как он много раз упоминал (и шутил) о споре 2010 года за последние несколько недель в эфире, Лено прямо не признал своего девятимесячного отсутствия во франшизе и не упомянул О’Брайена, когда он поблагодарил и попрощался, завершив свое второе пребывание в качестве ведущего. Однако во время эпизода «Конан» от 6 февраля 2014 года, который вышел в эфир в ту же ночь, что и финальное вечернее шоу Лено, О’Брайен упомянул Лено в своем монологе, сославшись на позицию NBC как американского вещателя зимних Олимпийских игр 2014 года, сказав:
У NBC есть Олимпийские игры. Это большое дело. NBC наконец-то сможет показать кому-то, кто согласен передать факел [пауза для смеха и аплодисментов]. Я позволил себе одну, но она была хорошей.
Хотя NBC приложил значительные усилия, чтобы убрать любые упоминания о кратком пребывании О’Брайена в качестве ведущего The Tonight Show в телеэфире и в Интернете, снимок идущего на съёмочную площадку О’Брайена был показан в рекламном ролике об истории франшизы, а Фэллон упомянул конфликт и самого О’Брайена как одного из своих предшественников.
Комик Билл Махер отдал дань уважения Лено, когда его в 2014 году ввели в Зал славы телевизионной академии. Давний друг Лено, Махер жаловался, что Лено был «жертвой» прессы во время фиаско NBC.
В интервью 2015 года Лено повторил, что О’Брайен сам виноват к отстранению от эфира в 23:35 и что он по-прежнему был озадачен предложением, что ему следовало отказаться от предложенного временного интервала, сказав: «Почему? Потому что мы с Конаном были хорошими друзьями? Нет. В этот момент…это деловое решение. Я уверен, что с этим можно было бы справиться по-другому. Но я думаю, что это был вопрос того, чтобы позволить всему идти своим чередом. Если бы рейтинги Конана были в порядке, это не было бы проблемой. Это бы не всплыло». В 2017 году телеведущий подчеркнул своей заслугой сохранение первого места для The Tonight Show, также он двусмысленно ответил на обвинения в высокой дороговизне своего контракта для его расторжения: «Я имею в виду, если я такой умный, как я вообще проиграл шоу?»
Став ведущим The Tonight Show, Фэллон настоял на возможности для Лено появиться в шоу в любое время, когда он пожелает. Лено впервые появился в качестве гостя 7 ноября 2014 года, хотя ранее он появлялся в пародии на Карточный домик 12 августа 2014 года, в которой он раскрывается как таинственный человек, который толкает Фэллона в образе Фрэнка Андервуда на рельсы перед ускоряющимся поездом метро.
13 февраля 2015 года Роберт Смигель появился в роли Triumph the Insult Comic Dog на The Tonight Show Starring Jimmy Fallon для рекламы The Jack and Triumph Show. Во время интервью он пошутил по поводу конфликта 2010 года с заметно нервничающим Фэллоном: «Послушай, мы любим NBC. NBC…мы шутим, понимаешь? NBC всегда будет тем местом, где мы с Джеком начали. И где они трахнули Конана». Он отыграл это, сказав, что все приземлились там, где должны быть, сказав, что он рад видеть Фэллона ведущим "The Tonight Show, поощряя всех смотреть Конана, а новое место Лено было позади Фэллона с фортепианной струной.
Со временем, по мере того как споры отдалялись, официальное признание долгой карьеры О’Брайена на NBC стало более распространенным в сети. В 2017 году было упомянуто о ведущем в специальном выпуске к 90-летию NBC.
К 25-летию работы Конана О’Брайана в качестве ведущего ночных ток-шоу TBS и NBC договорились с января 2019 года предоставить открытый доступ к архиву его телепрограмм (за исключением музыкальных выступлений из-за проблем с лицензированием) через посвящённый искусству интернет-сайт «Конан 25».
5 июня 2021 года в одном из заключительных эпизодов «Конана» пришедший гостем Мартин Шорт спросил О’Брайена, будет ли Лено гостем в последнюю неделю? После удивленной реакции аудитории и смеха О’Брайена и Рихтера, телеведущий в шутку ответил, что они звонили Лено, но тот не взял трубку.